# Messe pour les couvents

La Messe pour les couvents est l'une des deux messes pour orgue composées par François Couperin en 1690. 
Cette messe et la Messe pour les paroisses sont les toutes premières compositions publiées par Couperin mais aussi les deux seules œuvres destinées à l'orgue par le compositeur. En effet, malgré les années passées à tenir les orgues de l'église de Saint-Gervais à Paris et de la Chapelle royale, François Couperin — de manière aussi regrettable que nombre de ses confrères organistes — n'a laissé pour cet instrument que ces deux œuvres de jeunesse, qui constituent néanmoins, avec la messe de Nicolas de Grigny un des sommets du répertoire français classique.

## Le genre de la messe pour orgue
Pour l'accompagnement de la liturgie, le rôle de l’orgue était alors établi dans le dit cérémonial de Clément VIII en 1600 : il devait donner le ton par un court prélude et alterner de courtes séquences avec les versets du Kyrie, du Gloria, du Sanctus et de l’Agnus Dei. Une liberté très restreinte était laissée à l’organiste, qui ne pouvait guère développer (un peu) que l’accompagnement de l’Offertoire, de l’Élévation et du Deo Gratias. 
Les messes composées par Couperin dans ce contexte se situent dans la tradition de ses devanciers, organistes titulaires de grands instruments à Paris, notamment Nivers, Gigault ou Lebègue et, plus récemment, Raison.

## Contexte historique

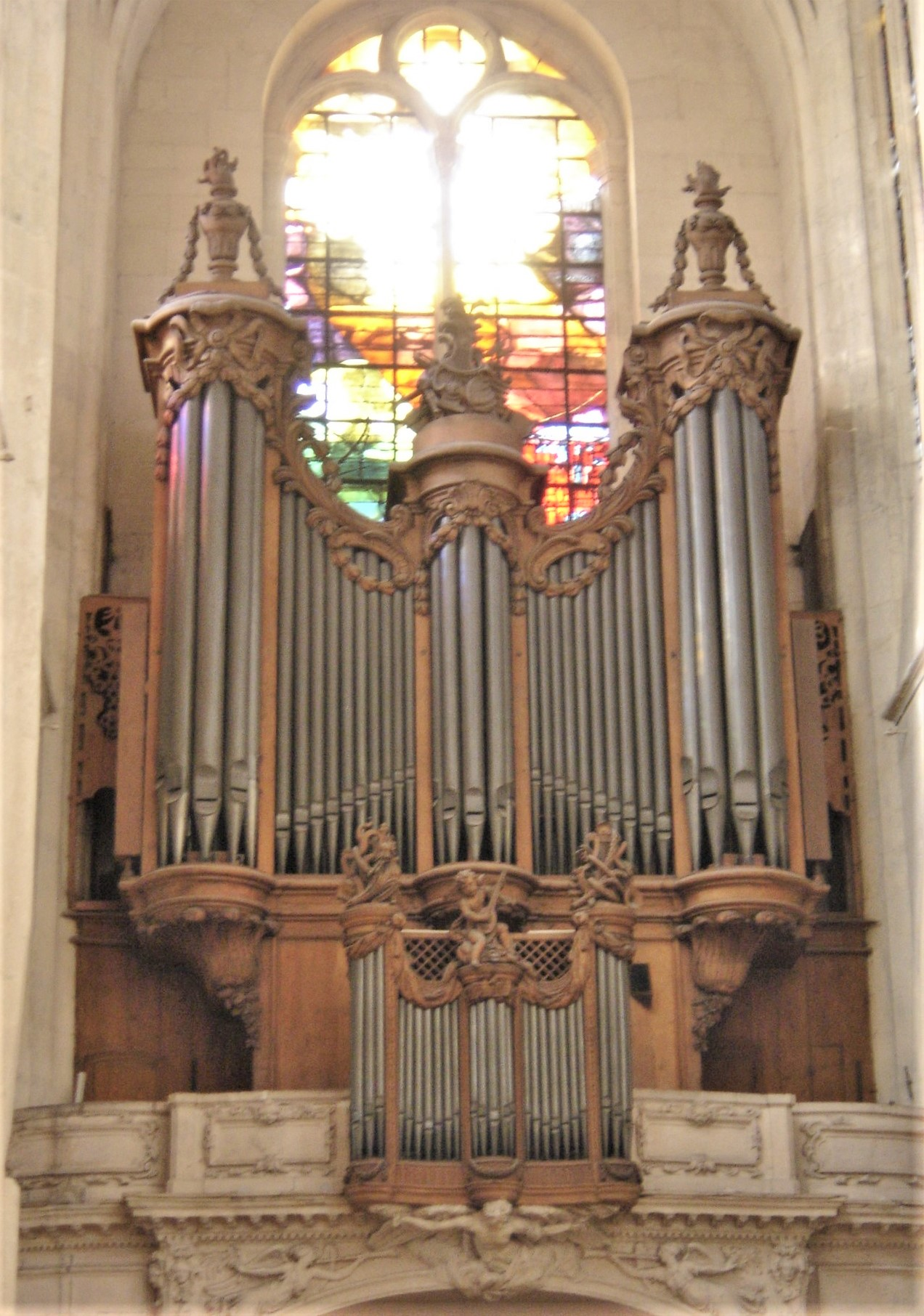
L'orgue de Saint-Gervais

En 1689, François Couperin devient en titre l'organiste de l'Église Saint-Gervais-Saint-Protais de Paris, poste qui lui est réservé depuis 1679, au décès de son père Charles (1639-1679) qui avait lui-même repris cette charge de son frère aîné Louis. 
Alors âgé de 11 ans, l'enfant ne pouvait réellement l'exercer et l'intérim avait été confié par les marguilliers de l'église à Michel-Richard de Lalande jusqu'à ce que Couperin atteigne l'âge convenable pour assumer complètement le service d'une des grandes tribunes parisiennes. Pendant cette période, il avait reçu l'enseignement de Jacques Thomelin et n'était pas sans remplacer à l'orgue, en cas de besoin, Delalande qui avait été nommé à la Chapelle royale. 
Cette même année 1689, il épouse Marie-Anne Ansault, fille de bourgeois aisés qui lui apporte une dot confortable. C'est l'année suivante que parait le recueil des deux messes pour orgue et que naît son premier enfant, une fille prénommée Marie-Madeleine.  
Outre le privilège royal, le recueil comprend un certificat de Delalande qui affirme : « Je certifie avoir examiné les présentes pièces d'orgue du sieur Couperin, que j'ai trouvées fort belles et dignes d'être données au public. » Seule la page de titre est imprimée, la musique elle-même étant copiée à la main.
Le titre du recueil des deux messes, repris des sources d'origine et tel que publié par Alexandre Guilmant dans les Archives des maîtres de l'orgue est : « Pièces d'orgue consistantes en deux messes, l'une à l'usage ordinaire des paroisses pour les fêtes solemnelles, l'autre propre pour les couvents de religieux et religieuses par François Couperin, Sieur de Crouilly ».

## Pièces de la messe
Comme la messe pour les paroisses, la messe pour les couvents comprend 21 pièces généralement courtes, nombre déterminé par la liturgie, mais elle est moins longue et d'exécution plus simple, dans une seule tonalité (sol).                               
1. Plein Jeu (Kyrie)
2. Fugue sur la Trompette
3. Récit de Cromorne
4. Trio à deux dessus de Cromorne
5. Dialogue sur la Trompette
6. Plein Jeu (Gloria)
7. Petite fugue sur le Cromorne
8. Duo sur les Tierces
9. Basse de Trompette
10. Cromorne sur la Taille
11. Dialogue sur la Voix Humaine
12. Trio
13. Récit de Tierce
14. Dialogue sur les Grands Jeux
15. Offertoire sur les Grands Jeux
16. Plein Jeu (Sanctus)
17. Récit de Cornet (cf. illustration sonore)
18. L'élévation : Tierce en Taille
19. Plein Jeu : Agnus dei
20. Dialogue sur les Grands Jeux
21. Petit Plein Jeu : Deo Gratias

## Discographie
- Messe pour les Couvents (avec 4 hymnes de Titelouze), André Isoir (orgue Koenig de Sarre-Union) - 1 CD Calliope 1996 (OCLC 223296017).